# A5522SA
A5522SA（えーごーごーにーにーえすえー）は、三洋電機が開発した、KDDIおよび沖縄セルラー電話の各auブランドで販売されたCDMA 1Xの携帯電話である。ただし内部ソフトウェアは鳥取三洋電機（現・三洋電機コンシューマエレクトロニクス）製ベースの物を使用している。

## 特徴
エントリーユーザーなどがターゲットの薄型携帯で、重さも97gとauの携帯電話機の中で唯一100gを切った携帯性に大変優れた機種である。
機能はそれほど多彩ではないが、EZ「着うた」をはじめとするauの基本的な機能に加え、ジュニアモードや防犯ブザーなどのティーンユーザー向け機能や、ビジネスユーザー向けのセキュリティ機能、更に英単語辞書やFMラジオも搭載している。

## 対応サービス
- EZ「着うた」
- EZ・FM
- Hello Messenger
- 安心ナビ
- 赤外線通信
- EZナビウォーク
- ムービーメール
- EZムービー

## その他
- ツーカーのサービス終了に伴い、この機種がツーカーユーザーのau移行の際の無料交換機種になっている。

（WINを選んだ場合はW43SA）